# Remote Communication Interception Software
Die Remote Communication Interception Software, kurz RCIS, ist ein vom Bundeskriminalamt entwickelter Staatstrojaner zur Quellen-TKÜ.

## Funktionsumfang und Entwicklung

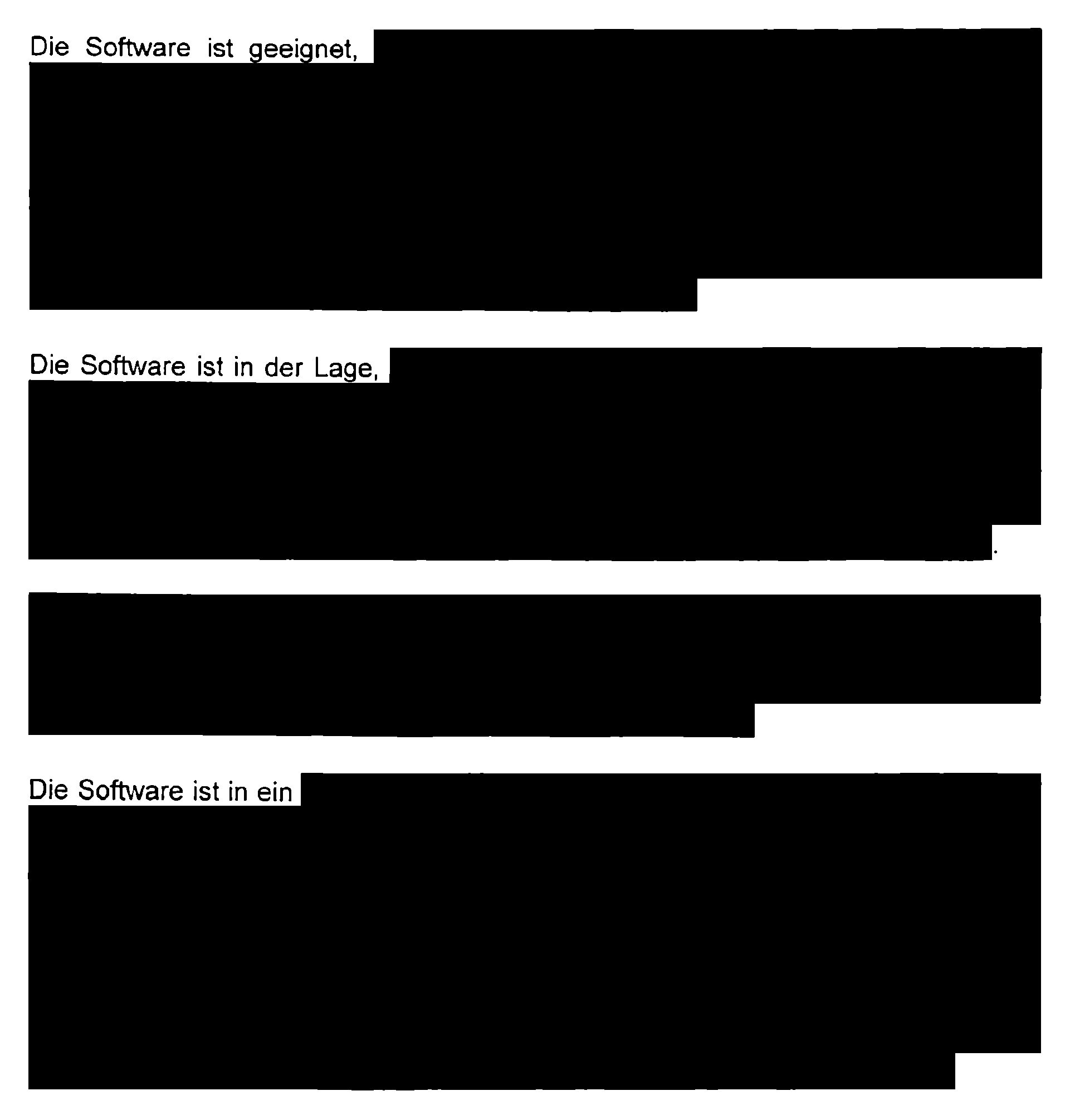
Ausschnitt aus dem Prüfbericht des Bundesdatenschutzbeauftragten zu RCIS

RCIS ist eine Software zur Telekommunikationsüberwachung aus der Ferne. Im Gegensatz zur Online-Durchsuchung, die den ganzen Rechner und alle Dateien ausspähen darf, ist RCIS auf das Abhören der laufende Kommunikation beschränkt. Gleichwohl muss das Zielgerät mit einem Schadprogramm infiziert werden, wodurch das Grundrecht auf Gewährleistung der Vertraulichkeit und Integrität informationstechnischer Systeme eingeschränkt wird.
Insgesamt ist nur wenig über RCIS öffentlich bekannt, weil viele relevante Dokumente als Verschlusssache eingestuft sind.
Die erste Version des Staatstrojaners, die im Februar 2016 genehmigt wurde, ist in der Programmiersprache C++ geschrieben und legt den Fokus auf das Betriebssystem Windows. Sie kann Internettelefonie abhören, wenn diese über die Software Skype stattfindet. Skype muss dabei auf einem Rechner mit Windows installiert sein.
Aufgrund der Limitierungen der ersten Version arbeitete das BKA seit dem Jahr 2017 an einer neuen Version für Mobiltelefone. Diese wird auch RCIS-Mobile oder RCIS 2.0 Mobile genannt, mit der dann auch bei Messenger-Apps auf Android- und iOS-Geräten mitgelesen werden können. Im Juni 2018 war RCIS 2.0 Mobile für den Einsatz freigegeben.
Für die Entwicklung der Software hat das BKA 5,8 Mio. € ausgegeben. Das Bundesamt für Sicherheit in der Informationstechnik prüfte die IT-Infrastruktur mit Penetrationstests und die Übereinstimmung mit der Leistungsbeschreibung. Der Bundesdatenschutzbeauftragte prüfte die Anwendungsoberfläche und hat stichprobenartig Einsicht in den Quellcode genommen. Die Prüfberichte sind jedoch als Verschlusssache eingestuft und sind nicht oder nur mit umfangreichen Schwärzungen öffentlich einsehbar.

## Nutzer
Deutsche Strafverfolgungsbehörden dürfen nach § 100a Quellen-TKÜ und somit RCIS einsetzen. Seit Juni 2021 dürfen auch alle Geheimdienste des Bundes und der Länder Quellen-TKÜ einsetzten.
Auch die Strafverfolgungsbehörden einiger Bundesländer dürfen RCIS einsetzten. Im September 2017 war allerdings die Länderschnittstelle vom BKA noch nicht erstellt worden, weshalb der Staatstrojaner von diesen nicht eingesetzt werden konnte. Das BKA darf zwar Amtshilfe leisten, was aber laut Bundesregierung bis Mai 2018 nicht vorgekommen ist.